# Nepenthes bicalcarata
Nepenthes bicalcarata is een vleesetende bekerplant uit de familie Nepenthaceae. De soort is endemisch in het noordwesten van Borneo in Indonesië. De wetenschappelijke soortnaam is samengesteld uit de Latijnse woorden duo ('twee') en calcar ('spoor'). De plant leeft van dode ongewervelden die zijn gedood door Colobopsis schmitzi, een mierensoort die uitsluitend in deze plant leeft. Door deze vorm van mutualisme ontbreken een aantal typische kenmerken van Nepenthes-soorten, zoals stroperige,  sterk alkalische verteringssappen en een wasachtige binnenzijde van het bekerblad. De beschermingsstatus van N. bicalcarata staat als 'gevoelig' (VU of 'Vulnerable') op de Rode Lijst van de IUCN.

## Beschrijving
Nepenthes bicalcarata is de grootste klimplant van het geslacht Nepenthes en kan tot twintig meter hoog in de boomlaag klimmen. Ook de centrale stengel is dikker dan die van verwante soorten en kan een diameter bereiken tot wel 3,5 centimeter. Afzonderlijke stengels zijn maximaal 40 centimeter lang. De taaie, bekervormige bladeren kunnen een lengte bereiken van 25 centimeter en een doorsnede van 16 centimeter. Onder het operculum (deksel) bevinden zich twee prominente, naar beneden gerichte doorns van maximaal drie centimeter. Met deze doorns onderscheidt de plant zich van alle andere bekerplanten. Mogelijk dienen deze doorns om predatoren af te schrikken die op de verdronken dieren in de beker afkomen.

## Ecologie

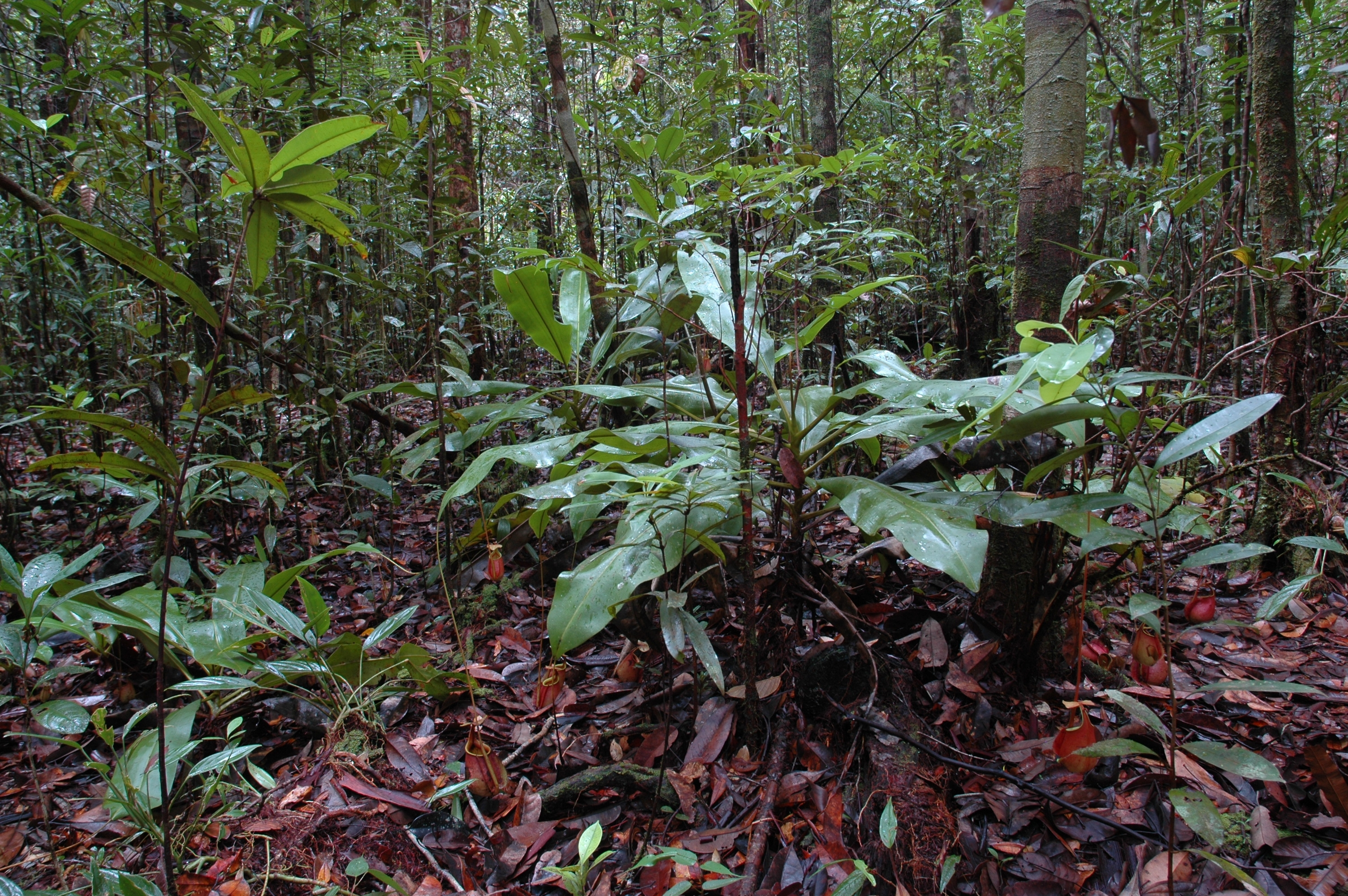
N. bicalcarata in zijn natuurlijke habitat

Nepenthes bicalcarata is endemisch op het Indonesische eiland Borneo en komt er voornamelijk voor tot 300 meter boven zeeniveau. De plant groeit in allerlei typen tropische bossen, maar komt vooral voor in de turfrijke moerasbossen aan de westkust, in Sarawak, Sabah, Kalimantan en Brunei. Hier groeit het vaak in de schaduw van Shorea albida, een plankwortelboom die hier veel voorkomt. Nepenthes bicalcarata is in een groot deel van zijn habitat sympatrisch met de verwante N. ampullaria.
Onverstoorde wildernis met diffuus zonlicht en een hoge vochtigheid zijn optimale omstandigheden voor de plant en resulteren in de grootste afmetingen. De plant heeft een ondiep wortelstelsel dat enkel de bovenste turf- en strooisellaag penetreert, tot een diepte van ongeveer 25 centimeter. Door hoge concentraties tannine en alkaloïde zijn de bodemlagen hieronder te giftig voor de plant.

### Mutualisme
Nepenthes bicalcarata dient als gastheer voor Colobopsis schmitzi. Dit is een mierensoort die uitsluitend in de gezwollen ranken van deze plant zijn kolonie sticht. De mieren voeden zich met de insectenlarven die de beker als phytotelma gebruiken. De plant op zijn beurt onttrekt naar schatting 42 procent van zijn stikstof aan de ontlasting van de mieren en aan dode mieren. De mieren verwijderen schimmeldraden en andere verontreinigingen uit het bekerblad en beschermen de plant tegen natuurlijke vijanden als snuitkevers van het geslacht Alcidodes. Deze vorm van mutualisme tussen mieren en planten wordt myrmecotrofie genoemd en werd bij Nepenthes bicalcarata voor het eerst waargenomen in 1880, door de Britse natuuronderzoeker Frederick William Burbidge.

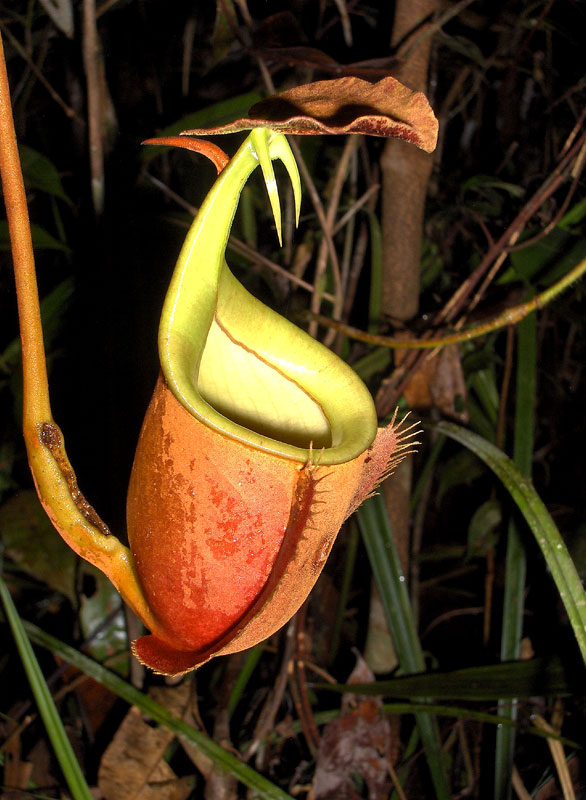
Nepenthes bicalcarata met gezwollen rank als gastheer voor Colobopsis schmitzi
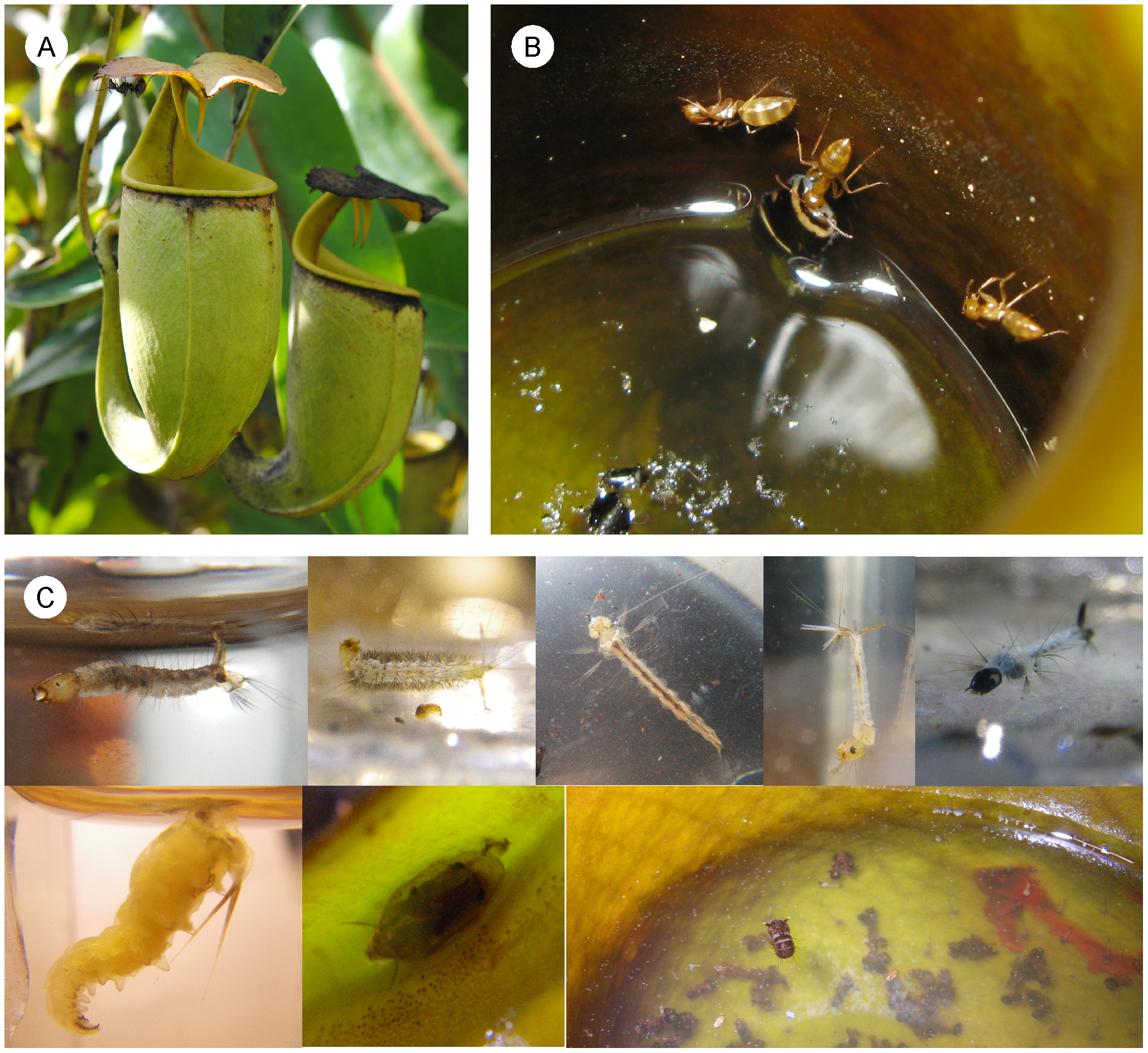
A: Nepenthes bicalcarata B: Colobopsis schmitzi C: insectenlarven in het bekerblad[* 1]
- Colobopsis schmitzi-mieren jagen in het bekerblad op muggenlarven
- Colobopsis schmitzi-mieren jagen in het bekerblad op vliegenlarven van het geslacht Eristalis

... · 
N. alata · 
N. albomarginata · 
N. ampullaria · 
N. argentii · 
N. aristolochioides · 
N. attenboroughii · 
N. bicalcarata · 
N. bokorensis · 
N. bongso · 
N. boschiana · 
N. burkei · 
N. campanulata · 
N. chaniana · 
N. danseri · 
N. deaniana · 
N. densiflora · 
N. diatas · 
N. distillatoria · 
N. edwardsiana · 
N. ephippiata · 
N. gracilis · 
N. gymnamphora · 
N. hirsuta · 
N. inermis · 
N. insignis · 
N. jamban · 
N. khasiana · 
N. lamii · 
N. leyte · 
N. lingulata · 
N. lowii · 
N. macfarlanei · 
N. macrophylla · 
N. madagascariensis · 
N. masoalensis · 
N. maxima · 
N. mirabilis · 
N. monticola · 
N. northiana · 
N. ovata · 
N. peltata · 
N. pervillei · 
N. pitopangii · 
N. rafflesiana · 
N. rajah ·
N. rhombicaulis · 
N. rosea ·
N. sanguinea · 
N. sibuyanensis · 
N. spathulata · 
N. tenax · 
N. tenuis · 
N. veitchii ·
N. ventricosa ·
N. vieillardii ·
N. villosa · 
...